# Mimela rugulosipennis
Mimela rugulosipennis är en skalbaggsart som beskrevs av Ohaus 1907. Mimela rugulosipennis ingår i släktet Mimela och familjen Rutelidae. Inga underarter finns listade i Catalogue of Life.